# Miscela creola
La miscela creola è un tipico condimento di spezie che comprende pepe bianco, pepe nero, pepe verde, pepe rosa e pimento.